# 29 век пр.н.е.

## Събития
- 2900 – 2400 г. пр.н.е. – шумерски пиктограми
- 2900 – 2334 г. пр.н.е. – месепотамски воини в Ранно Династически период
- Ур – става един от най-богатите градове в Шумерия
- 2890 г. пр.н.е. – краят на Първата династия в Египет и началото на Втората династия
- 2873 г. пр.н.е. – Енох е „взет от Господ“ според еврейската Библия
- 2807 г. пр.н.е. – голям астероид или метеорит

## Личности
- Архаичен период на Египет (ок. 3100 до 2686 пр.н.е.)
  - Първа династия (ок. 3000 до 2800 пр.н.е.)
    - Семерхет (ок. 2890 до 2870 пр.н.е.)

  - Втора династия (ок. 2890 до 2686 пр.н.е. или от ок. 2800 до 2675 пр.н.е.)
    - Хотепсехемуи (ок. 2840 до 2830 пр.н.е.)

## Изобретения, открития
- Клинописът – в Асирия и Вавилония
- В Египет се въвежда ок. 2874 пр.н.е. Египетския календар